# Belgique au Concours Eurovision de la chanson 1985
La Belgique a participé au Concours Eurovision de la chanson 1985 le 4 mai à Gothembourg, en Suède. C'est la 30e participation belge au Concours Eurovision de la chanson.
Le pays est représenté par la chanteuse Linda Lepomme et la chanson Laat me nu gaan, sélectionnées par la Belgische Radio- en Televisieomroep (BRT) au moyen d'une sélection interne.

## Sélection

### En interne
Le radiodiffuseur belge pour les émissions néerlandophones, la Belgische Radio- en Televisieomroep (BRT, prédécesseur de la VRT), décide de sélectionner l'artiste et la chanson représentant la Belgique au Concours Eurovision de la chanson 1985, de façon inhabituelle, en interne. La dernière fois que la Belgique a eu recours à une sélection interne remonte à 1964.
Lors de cette sélection, c'est la chanson Laat me nu gaan interprétée par Linda Lepomme qui fut choisie, accompagnée de Curt-Eric Holmquist (en) comme chef d'orchestre.
| Ordre | Interprète    | Chanson         | Langue   |
| ----- | ------------- | --------------- | -------- |
| 1     | Linda Lepomme | Laat me nu gaan | Français |

## À l'Eurovision

### Points attribués par la Belgique
| 12 points | Norvège     |
| 10 points | Allemagne   |
| 8 points  | Irlande     |
| 7 points  | Suède       |
| 6 points  | Royaume-Uni |
| 5 points  | Suisse      |
| 4 points  | Autriche    |
| 3 points  | Danemark    |
| 2 points  | Italie      |
| 1 point   | Turquie     |

### Points attribués à la Belgique
| 12 points | 10 points | 8 points | 7 points  | 6 points |
| --------- | --------- | -------- | --------- | -------- |
|           |           |          | - Turquie |          |
| 5 points  | 4 points  | 3 points | 2 points  | 1 point  |
|           |           |          |           |          |

Linda Lepomme interprète Laat me nu gaan en 8e position lors de la soirée du concours, suivant la Turquie et précédant le Portugal.
Au terme du vote final, la Belgique termine 19e et dernière sur les 19 pays participants, ayant reçu 7 points au total, tous de la part du jury turc,.